# Taquímetre

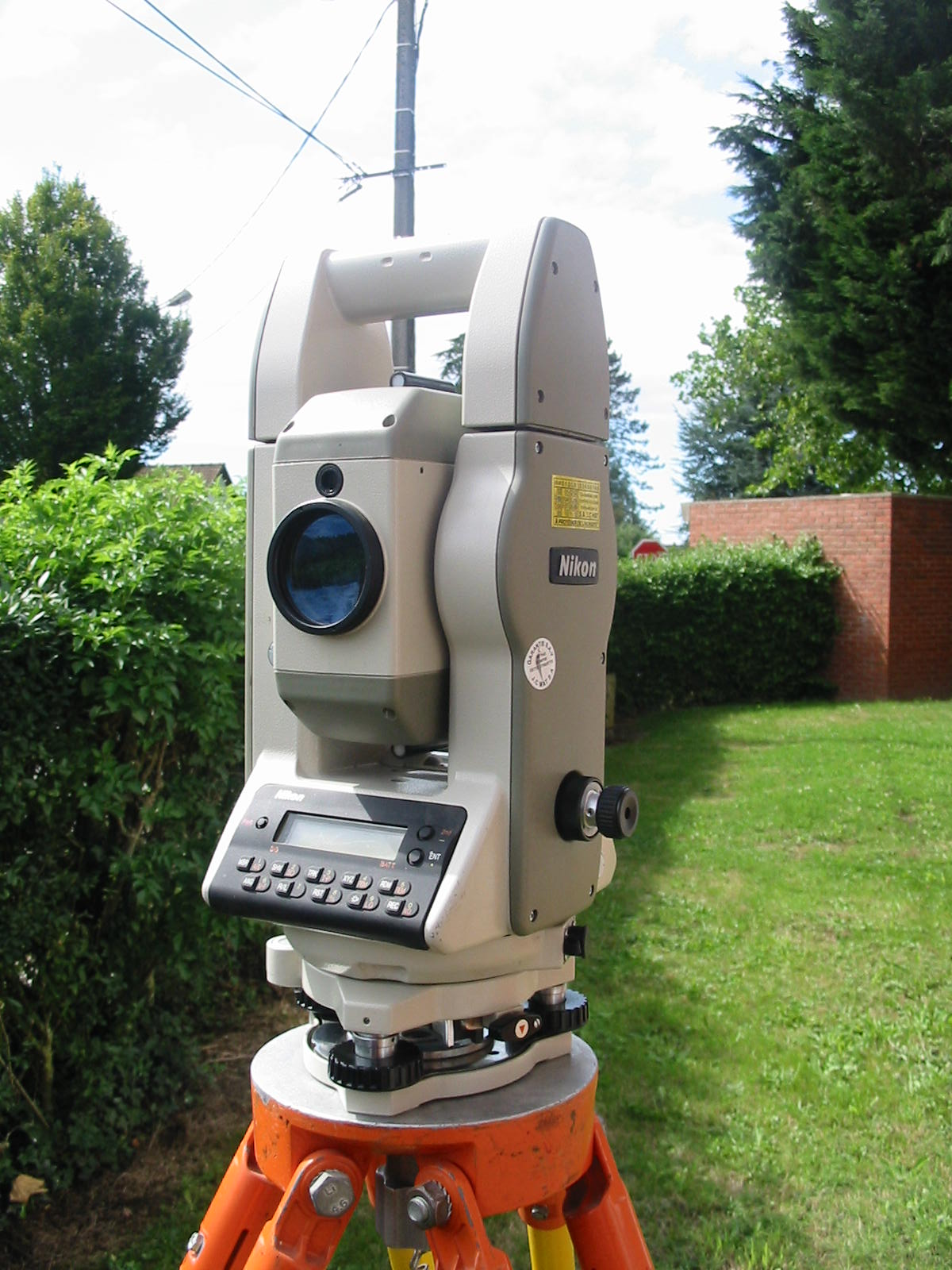
Taquímetre

El taquímetre (del grec "tachi" -ràpid i "metros"- amidar), és un instrument de mesura que fa servir un mètode de mesura ràpida que encara que no té una gran precisió, permet l'aixecament de detalls allà on és difícil l'ús de la cinta mètrica, per a projectes d'enginyeria civil o altri.

## Taquímetre corrent de mira vertical
Per a la mesura indirecta de distància es fa servir el taquímetre mira vertical. És semblant a un teodolit que en el seu reticle hi té uns fils estadimètrics, es prenen els angles verticals de dos punts de la mira. Amb una simple equació es calcula la distància desconeguda. La seva precisió és d'1:750.100

## Taquímetre tangencial de mira vertical
Com en el cas de Taquímetre corrent amb mira vertical, s'utilitzen els mateixos instruments però de manera diferent. Porta el nom de tangencial perquè, per a la determinació de les distàncies, les fórmules utilitzen la funció trigonomètrica tangent. Aquest mètode és una mica més precís que la taquímetre corrent. La seva precisió és d'1:750 a 1:1500.

## Taquímetre de mira horitzontal

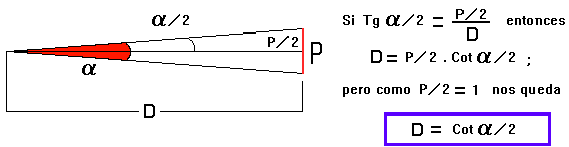
Mètode paral·làctic.

Mesura indirecta de distància amb teodolit i mira horitzontal, o coneguda també com a estàdia d'Invar. En aquest mètode només es poden mesurar distàncies horitzontals. La seva precisió és d'1:4.000 a 1:50.000. El mètode també s'anomena mètode paral·làctic, per estar basar-se en la resolució d'un angle agut molt petit, generalment menor d'1 grau, com els angles de paral·laxi astronòmic.
No era un mètode d'un ús molt estès, ja que la mira paral·làctica o estàdia d'Invar tenia un cost excessiu, però el seu abast i la seva precisió ho feien especialment útil en treballs topogràfics, encara que ha caigut en desús amb l'adveniment dels mètodes electrònics: els electro-distanciòmetres, les estacions totals i els instruments basats en el GPS.
El mètode consisteix en la resolució d'un triangle rectangle estret del qual es mesura l'angle més agut, el catet menor és conegut, ja que és la meitat d'una mira (anomenada paral·làctica), horitzontal fabricada amb un material molt estable, generalment INVAR, de dos metres de llarg (es va triar aquesta longitud de 2,00 m perquè la meitat és 1,00 m fet que després facilita el càlcul), i el catet més gran és la distància (D) que volem esbrinar, la qual s'haurà de calcular.

## Taquímetres autoreductors
Aquests instruments donen la distància d'un punt a un altre directament, utilitzant una constant:
{\displaystyle d=ks\,}
K = constant d'estadimetria, la qual, multiplicada per l'espai del mesurament en la mira, dona com a resultat la distància requerida.
S = és l'espai entre els punts interceptats en la mira.
Aquests instruments han estat dissenyats amb additaments mecànics i òptics en la seva estructura, que permeten el càlcul de les distàncies taquimètriques horitzontals i verticals en forma senzilla, i es dedueixen les següents fórmules:
{\displaystyle DH=km\cos ^{2}{\boldsymbol {\alpha }}}
{\displaystyle DV={\frac {1}{2}}km\sin 2{\boldsymbol {\alpha }}}
{\displaystyle DV=km\cos ^{2}{\boldsymbol {\alpha }}\tan {\boldsymbol {\alpha }}}

### Taquímetre autoreductor Hammer - Fennel
És un taquímetre repetidor amb un dispositiu amb un sistema autoreductor, creat pel Dr. Hammer i Ing Fennel, pel que s'acomoda a cada cas, l'angle diastométrico. Sobre l'eix horitzontal hi ha el porta diagrama, en la part superior hi ha la làmina de vidre amb el diagrama angular corresponent. Per a la seva il·luminació porta un reflector oblic de vidre opalí que permet la reproducció del diagrama a través de diversos prismes, en la meitat dreta del camp de l'ocular, i per l'altra meitat esquerra s'observa la mira.

### Taquímetre autoreductor Kern
És un taquímetre amb l'additament del dispositiu d'autoreducció costat de l'ocular. El dispositiu permet llegir directament la distància horitzontal i la diferència de nivell per visuals fins de 40 º d'inclinació.
El diagrama curvilini està gravat sobre un disc de vidre que gira al voltant d'un centre situat fora de la ullera i amb un moviment dependent del gir vertical d'aquest ullera. El traç vertical, la creu central i els traços estadimetria estan gravats sobre una altra placa fixa de vidre. El dispositiu mostra els traços fixos i els diagrames autoreductores en forma simultània, fent possible la punteria de la creu central sobre el senyal.